# Children of the Corn: Revelation
Children of the Corn: Revelation é um filme de terror de 2001 dirigido por Guy Magar e é o sétimo filme da série Children of the Corn. Ele foi lançado direto em DVD.

## Enredo
Uma mulher chamada Julie (Claudette Mink) vem para Omaha,Nebrasca após numerosas ligações para sua avó não terem sido respondidas. O bloco de apartamento de sua avó está vazio, e Jamie conhece os vizinhos dela enquanto investiga. Quanto um detetive de polícia se envolve, ela descobre que o complexo de apartamentos na verdade está no solo do culto original das crianças do milharal.

## Elenco
- Claudette Mink como Jamie
- Kyle Cassie como The Armbrister
- Crystal Lowe como Tiffany
- Troy Yorke como Jerry
- Michael Rogers como Stan
- Sean Smith como Boy Preacher Abel
- Michael Ironside como The Priest
- Taylor Hobbs como Girl #1
- Jeffrey Ballard como Boy #1

## Recepção
O Total Film classificou o número 49 de 50 na lista de adaptações de Stephen King. O estudioso do cinema Mark Browning observou o emprego de várias imagens "macabras" no filme e elogiou sua cinematografia, mas escreveu que "inconsistências na trama são abundantes".